# Сарікіой (комуна)
Сарікіой (рум. Sarichioi) — комуна у повіті Тулча в Румунії. До складу комуни входять такі села (дані про населення за 2002 рік):
- Вістерна (478 осіб)
- Енісала (1079 осіб)
- Зебіл (1552 особи)
- Сабанджія (626 осіб)
- Сарікіой (3722 особи) — адміністративний центр комуни

Комуна розташована на відстані 224 км на схід від Бухареста, 26 км на південь від Тулчі, 87 км на північ від Констанци, 83 км на південний схід від Галаца.

## Населення
За даними перепису населення 2002 року у комуні проживали 7457 осіб.
Національний склад населення комуни:
| Національність   | Кількість осіб | Відсоток |
| ---------------- | -------------- | -------- |
| румуни           | 4027           | 54,0%    |
| росіяни-липовани | 3417           | 45,8%    |
| цигани           | 6              | 0,1%     |
| українці         | 2              | < 0,1%   |
| болгари          | 2              | < 0,1%   |
| угорці           | 1              | < 0,1%   |
| німці            | 1              | < 0,1%   |
| турки            | 1              | < 0,1%   |

Рідною мовою назвали:
| Мова       | Кількість осіб | Відсоток |
| ---------- | -------------- | -------- |
| румунська  | 4050           | 54,3%    |
| російська  | 3394           | 45,5%    |
| циганська  | 6              | 0,1%     |
| болгарська | 3              | < 0,1%   |
| українська | 2              | < 0,1%   |
| угорська   | 1              | < 0,1%   |
| турецька   | 1              | < 0,1%   |

Склад населення комуни за віросповіданням:
| Релігія            | Кількість осіб | Відсоток |
| ------------------ | -------------- | -------- |
| православні        | 3991           | 53,5%    |
| старообрядці       | 3399           | 45,6%    |
| адвентисти         | 53             | 0,7%     |
| баптисти           | 5              | 0,1%     |
| римо-католики      | 4              | 0,1%     |
| реформати          | 1              | < 0,1%   |
| п'ятдесятники      | 1              | < 0,1%   |
| мусульмани         | 1              | < 0,1%   |
| не вказали релігію | 2              | < 0,1%   |